# Discomusic (singolo)
(Dal testo della canzone)
Discomusic è un brano musicale di Elio e le Storie Tese, terzo singolo estratto dall'album Craccracriccrecr, del 1999, e tributo alla disco music anni settanta. Sul libretto del CD è indicata la dicitura "arrangiamento ispirato ad una tastiera automatica giapponese".

## Storia
Inizialmente la melodia era stata pensata per un testo dedicato al Tamagotchi, gioco elettronico giapponese molto in voga nella seconda metà degli anni 90. Tuttavia in fase di composizione, ipotizzando – a posteriori in maniera corretta – che la fama del Tamagotchi stesse per scemare di lì a breve, il gruppo virò verso un nuovo testo stavolta incentrato sulla disco music, anche facendosi influenzare dalle sonorità intrinseche dello stesso.
In tal senso, nella canzone vengono citati i brani Never Can Say Goodbye di Gloria Gaynor, Don't Let Me Be Misunderstood degli Animals, River People dei Weather Report e Grande, grande, grande di Mina.

## Formazione
- Elio - voce, cori
- Rocco Tanica - tastiere
- Cesareo - chitarra elettrica
- Faso - basso, cori
- Feiez - ovetto, tamburello, shaker

### Altri musicisti
- Demo Morselli - tromba
- Ambrogio Frigerio - trombone
- Daniele Comoglio - sassofono contralto, sassofono tenore
- Mino Vergnaghi, Emanuela Cortesi, Francesca Touré - cori
- Curt Cress - batteria